# Knights of the Temple II
Knights of the Temple II è un videogioco action RPG open world in terza persona, sviluppato dalla slovacca Cauldron e pubblicato dalla Playlogic Entertainment nel 2005 per PS2 e Xbox, e nel 2007 per PC sulla piattaforma Steam. È il sequel del videogioco del 2004 Knights of the Temple: Infernal Crusade.

## Trama
Knights of the Temple II è ambientato 20 anni dopo gli eventi del predecessore. La storia racconta dell'ultima lotta di Paul de Raque, Gran maestro dell'Ordine templare, ed eroe del primo gioco, contro le forze infernali. Prima che inizi la sua avventura, Paul racconta di come Adele, sua amata, sia stata corrotta da un demone dell'inferno durante la lotta finale contro il malvagio vescovo (l'antagonista del prequel). Realizzando che le sue visioni lo stanno avvertendo di come qualcosa di malvagio stia arrivando, Paul decide di lasciare il monastero di Birka, e di mettersi in viaggio alla ricerca di risposte. Durante le sue peripezie, alla ricerca di tre antichi manufatti (l'Occhio, la Chiave e l'Arma) per richiudere le Porte dell'Inferno, il Gran maestro esplora le terre ed i regni dell'Europa del XIII secolo; facendosi strada tra dimenticate città romane, pericolose prigioni sotterranee, isole sperdute, catacombe dimenticate da tempi lontani, ed andando alla ricerca di un'antica fortezza subacquea nascosta, le avventure di Paul lo portano nell'appestata città bizantina di Sirmio, nella città pirata di Ylgar e nella saracena città porto di Yusra.

## Modalità di gioco
In Knights of the Temple II, sono presenti: gameplay non lineare in cui il giocatore può muoversi liberamente tra i vari livelli e scegliere i percorsi da seguire; un sistema di dialogo interattivo; modalità di scambio dove acquistare o vendere oggetti, armi e scudi o riparare gli equipaggiamenti; missioni secondarie, compresi 18 enigmi misteriosi da risolvere per scoprire nuove aree del mondo; elementi RPG con sistema di crescita del personaggio e delle abilità; finali alternativi in base alle scelte compiute dal giocatore durante la storia; modalità multigiocatore con diversi personaggi da scegliere, ognuno dotato di abilità e stili di combattimento diversi.
Il combattimento è in terza persona, ed il giocatore può usare sia armi da mischia (spade, mazze, scimitarre, asce, etc.) e scudo che armi da gittata (balestra e quadrelle di vario tipo) con visuale in prima persona e mirino.